# Grand Prix automobile d'Espagne 1990
GP précédent GP suivant
Le Grand Prix automobile d'Espagne 1990 (Gran Premio Tio Pepe de España), disputé sur le circuit de Jerez le 30 septembre 1990, est la vingtième édition du Grand Prix, la 498e épreuve du championnat du monde de Formule 1 courue depuis 1950 et la quatorzième manche du championnat 1990.

## Classement
| Pos. | No | Pilote             | Écurie            | Tours | Temps/Abandon                      | Grille | Points |
| ---- | -- | ------------------ | ----------------- | ----- | ---------------------------------- | ------ | ------ |
| 1    | 1  | Alain Prost        | Ferrari           | 73    | 1 h 48 min 01 s 461 (171,025 km/h) | 2      | 9      |
| 2    | 2  | Nigel Mansell      | Ferrari           | 73    | + 22 s 064                         | 3      | 6      |
| 3    | 19 | Alessandro Nannini | Benetton-Ford     | 73    | + 34 s 874                         | 9      | 4      |
| 4    | 5  | Thierry Boutsen    | Williams-Renault  | 73    | + 43 s 296                         | 7      | 3      |
| 5    | 6  | Riccardo Patrese   | Williams-Renault  | 73    | + 57 s 530                         | 6      | 2      |
| 6    | 30 | Aguri Suzuki       | Lola-Lamborghini  | 73    | + 1 min 03 s 728                   | 15     | 1      |
| 7    | 25 | Nicola Larini      | Ligier-Ford       | 72    | + 1 tour                           | 20     |        |
| 8    | 15 | Mauricio Gugelmin  | Leyton House-Judd | 72    | + 1 tour                           | 12     |        |
| 9    | 18 | Yannick Dalmas     | AGS-Ford          | 72    | + 1 tour                           | 23     |        |
| 10   | 9  | Michele Alboreto   | Arrows-Ford       | 71    | + 2 tours                          | 25     |        |
| Abd. | 11 | Derek Warwick      | Lotus-Lamborghini | 63    | Boîte de vitesses                  | 10     |        |
| Abd. | 16 | Ivan Capelli       | Leyton House-Judd | 59    | Problème physique                  | 19     |        |
| Abd. | 28 | Gerhard Berger     | McLaren-Honda     | 56    | Collision                          | 5      |        |
| Abd. | 27 | Ayrton Senna       | McLaren-Honda     | 53    | Radiateur                          | 1      |        |
| Abd. | 20 | Nelson Piquet      | Benetton-Ford     | 47    | Alternateur                        | 8      |        |
| Abd. | 22 | Andrea De Cesaris  | BMS Dallara-Ford  | 47    | Soupape                            | 17     |        |
| Abd. | 14 | Olivier Grouillard | Osella-Ford       | 45    | Suspension                         | 21     |        |
| Abd. | 23 | Pierluigi Martini  | Minardi-Ford      | 41    | Perte d'une roue                   | 11     |        |
| Abd. | 26 | Philippe Alliot    | Ligier-Ford       | 22    | Sortie de piste                    | 13     |        |
| Abd. | 29 | Éric Bernard       | Lola-Lamborghini  | 20    | Transmission                       | 18     |        |
| Abd. | 3  | Satoru Nakajima    | Tyrrell-Ford      | 13    | Sortie de piste                    | 14     |        |
| Abd. | 17 | Gabriele Tarquini  | AGS-Ford          | 5     | Moteur                             | 22     |        |
| Abd. | 8  | Stefano Modena     | Brabham-Judd      | 5     | Collision                          | 24     |        |
| Abd. | 21 | Emanuele Pirro     | BMS Dallara-Ford  | 0     | Accélérateur                       | 16     |        |
| Abd. | 4  | Jean Alesi         | Tyrrell-Ford      | 0     | Sortie de piste                    | 4      |        |
| Np.  | 12 | Martin Donnelly    | Lotus-Lamborghini |       | Accident aux essais                |        |        |
| Nq.  | 7  | David Brabham      | Brabham-Judd      |       | Non qualifié                       |        |        |
| Nq.  | 24 | Paolo Barilla      | Minardi-Ford      |       | Non qualifié                       |        |        |
| Nq.  | 10 | Bernd Schneider    | Arrows-Ford       |       | Non qualifié                       |        |        |
| Nq.  | 31 | Bertrand Gachot    | Coloni-Ford       |       | Non qualifié                       |        |        |
| Npq. | 33 | Roberto Moreno     | Eurobrun-Judd     |       | Non préqualifié                    |        |        |
| Npq. | 34 | Claudio Langes     | Eurobrun-Judd     |       | Non préqualifié                    |        |        |
| Npq. | 39 | Bruno Giacomelli   | Life-Judd         |       | Non préqualifié                    |        |        |

## Pole position et record du tour
- Pole position : Ayrton Senna en 1 min 18 s 387 (vitesse moyenne : 193,716 km/h).
- Meilleur tour en course : Riccardo Patrese en 1 min 24 s 513 au 53e tour (vitesse moyenne : 179,674 km/h).

## Tours en tête
- Ayrton Senna : 26 (1-26)
- Nelson Piquet : 2 (27-28)
- Alain Prost : 45 (29-73)

## Statistiques
- 44e victoire pour Alain Prost.
- 103e victoire pour Ferrari en tant que constructeur ;
- 103e victoire pour Ferrari en tant que motoriste ;
- Martin Donnelly grièvement blessé pendant les essais du vendredi doit mettre fin à sa carrière de pilote ;
- 76e et dernier Grand Prix pour Alessandro Nannini. Quelques jours avant de s'envoler pour le Japon, Sandro essaye le nouvel hélicoptère qu'il vient d'acquérir quand soudainement le moteur se coupe. À l'impact, l'appareil se broie, retenant prisonnier ses passagers ; il est extirpé de l'appareil avec l'avant-bras droit totalement sectionné ;
- Dernier Grand Prix pour Life Racing Engines (non préqualification) ;
- Dernier Grand Prix pour Eurobrun Racing (non qualification) ;
- Dernier Grand Prix pour Bruno Giacomelli (non préqualification).
- Dernier Grand Prix pour Claudio Langes (non préqualification).

## Classements généraux à l'issue de la course
| Pos. | Pilote             | Écurie            | Points |
| ---- | ------------------ | ----------------- | ------ |
| 1    | Ayrton Senna       | McLaren-Honda     | 78     |
| 2    | Alain Prost        | Ferrari           | 69     |
| 3    | Gerhard Berger     | McLaren-Honda     | 40     |
| 4    | Nigel Mansell      | Ferrari           | 31     |
| 5    | Thierry Boutsen    | Williams-Renault  | 30     |
| 6    | Nelson Piquet      | Benetton-Ford     | 26     |
| 7    | Alessandro Nannini | Benetton-Ford     | 21     |
| 8    | Riccardo Patrese   | Williams-Renault  | 19     |
| 9    | Jean Alesi         | Tyrrell-Ford      | 13     |
| 10   | Ivan Capelli       | Leyton House-Judd | 6      |
| 11   | Éric Bernard       | Lola-Lamborghini  | 5      |
| 12   | Derek Warwick      | Lotus-Lamborghini | 3      |
| 13   | Alex Caffi         | Arrows-Ford       | 2      |
| 14   | Satoru Nakajima    | Tyrrell-Ford      | 2      |
| 15   | Stefano Modena     | Brabham-Judd      | 2      |
| 16   | Aguri Suzuki       | Lola-Lamborghini  | 2      |
| 17   | Maurício Gugelmin  | Leyton House-Judd | 1      |

| Pos. | Écurie            | Points |
| ---- | ----------------- | ------ |
| 1    | McLaren-Honda     | 118    |
| 2    | Ferrari           | 100    |
| 3    | Williams-Renault  | 49     |
| 4    | Benetton-Ford     | 47     |
| 5    | Tyrrell-Ford      | 15     |
| 6    | Leyton House-Judd | 7      |
| 7    | Lola-Lamborghini  | 6      |
| 8    | Lotus-Lamborghini | 3      |
| 9    | Arrows-Ford       | 2      |
| 10   | Brabham-Judd      | 2      |